# 特倫 (瑞士)

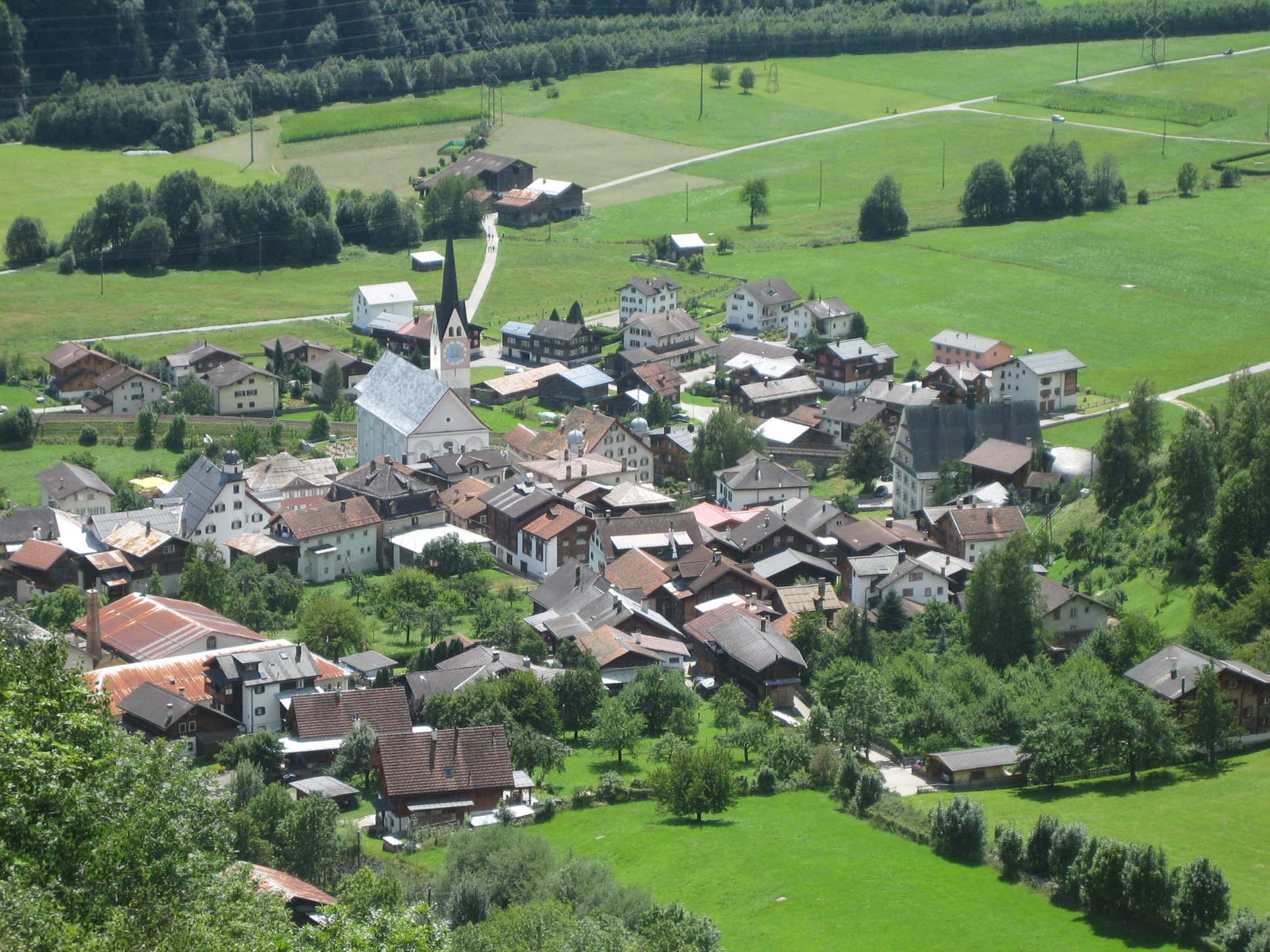

特倫是瑞士的城鎮，位於該國東部，由格勞賓登州負責管轄，面積51.9平方公里，海拔高度861米，每年平均降雨量1,050毫米，2011年人口1,156，人口密度每平方公里28人。